# Parvathy Omanakuttan
Parvathy Omanakuttan, née le 13 mars 1987 à Changanassery, est une actrice indienne et mannequin.
Elle a été élue Miss Inde du Sud 2008, Femina Miss Inde Monde 2008 et puis, 1re dauphine de Miss Monde 2008.

## Biographie

### Jeunesse et études
Parvathy Omanakuttan est née le 13 mars 1987 à Changanassery, en Inde. Elle a grandi à Mumbai. Elle a fait ses études au lycée Chunnilal Damodardas Barfiwala et a été diplômée plus tard en littérature anglaise au Mithibai College.

### Représentations en Inde et dans le monde
Parvathy Omanakuttan est élue Pantaloons Femina Miss Inde du Sud 2008 le 26 décembre 2007 au Centre international des congrès d'Hyderabad. Elle est la première femme à remporter le titre. Lauréate du concours, elle accède directement au top 10 du concours Femina Miss India World 2008. Les prix de Miss Beautiful Hair et Miss Best Catwalk lui sont également attribués.
Elle reçoit le titre de Miss Femina Inde Monde 2008 le 5 avril 2008. Elle succède Sarah-Jane Dias. Les prix de Miss Beautiful Hair, Miss Photogénique et Miss Personnalité lui sont décernés. Elle est la seule candidate de l'élection à remporter le plus de prix.
Le 13 décembre 2008, elle représente l'Inde au concours Miss Monde 2008 à Johannesburg, en Afrique du Sud où elle termine 1re dauphine. Lors de l'élection, elle a été placée en 2e place de Miss Top Model ainsi qu'à la 5e place de Miss Beach Beauty. Le titre de Miss World Asie & Océanie 2008 lui fut décerné par l'organisation Miss Monde. Elle est la cinquième indienne à recevoir ce titre.

### Carrière cinématographique
Parvathy Omanakuttan a commencé sa carrière d'actrice en 2011 en incarnant le rôle de Shaina dans le film bollywoodien United Six réalisé par Vishal Aryan Singh. 
Par la suite, elle interprète  en 2012 le rôle de Jasmine, la nièce de David Billa dans le film d'action Billa 2 aux côtés d'Ajith Kumar et de Vidyut Jamwal. Elle décrivit de son personnage comme étant « le quotient émotionnel dans la vie de David Billa ». Un an plus tard, elle joue le rôle de la journaliste, Sunaina dans le film KQ.
Elle tient le rôle de Nikita dans le thriller Pizza, un remake du film du même titre, Pizza sorti en 2012.  
En 2016, elle apparaît dans le rôle de Dharani dans le film de science-fiction Namiar. Le 30 janvier 2016,  elle est candidate à la saison 7 de Fear Factor: Khatron Ke Khiladi, basé sur Fear Factor (en) dont le tournage se tient en Argentine. Elle est éliminée le 26 mars 2016.

## Filmographie
| Année | Titre du film | Langue    | Réalisateur        | Rôle     | Notes                           |
| ----- | ------------- | --------- | ------------------ | -------- | ------------------------------- |
| 2011  | United Six    | Hindi     | Vishal Aryan Singh | Shaina   |                                 |
| 2012  | Billa 2       | Tamoul    | Chakri Toleti      | Jasmine  |                                 |
| 2013  | TQ            | Malayalam | Baiju Johnson      | Sunaina  |                                 |
| 2014  | Pizza         | Hindi     | Akshay Akkineni    | Nikita   | Remake du film homonyme, Pizza. |
| 2016  | Nambiar       | Tamoul    | Ganeshaa           | Thaarani | Figurante                       |